# Pinus vindelica
Pinus vindelica là một loài thực vật hạt trần trong họ Pinaceae. Loài này được Schott mô tả khoa học đầu tiên năm 1907.